# Тоби, Кеннет
Кеннет Тоби (англ.  Kenneth Tobey); имя при рождении Кеннет Джесси Тоби (англ.  Kenneth Jesse Tobey; 23 марта 1917 — 22 декабря 2002) — американский актёр театра, кино и телевидения 1940—1970-х годов.
Более всего Тоби известен как исполнитель главной роли в научно-фантастическом хорроре «Нечто» (1951), ролями в фильмах ужасов «Чудовище с глубины 20 000 саженей» (1953) и «Оно вышло из-под воды» (1955), а также по фильмам нуар «Ангельское лицо» (1952), «Двоеженец» (1953), «На трёх тёмных улицах» (1954) и вестернам «Перестрелка в коррале О. К.» (1957) и «Семь путей из Сандауна» (1960). Всего за время своей кинокарьеры, охватившей период с 1947 по 2005 год, Тоби сыграл в 82 фильмах, среди которых были также военная драма «Крылья орлов» (1957), политический триллер «Кандидат» (1972), приключенческий боевик «Грязная Мэри, сумасшедший Ларри» (1974) и пародия на фильмы-катастрофы «Аэроплан!» (1980).
В 1957—1960 годах Тоби также играл одну из двух главных ролей в успешном приключенческом телесериале «Вертолёты» (1957—1960).

## Ранние годы и начало карьеры
Кеннет Тоби родился 23 марта 1917 года (по другим сведениям, 1919 года) в Окленде, Калифорния, США.
Получив образование в Калифорнийском университете в Беркли, Тоби работал над дипломом по политологии, когда в конце 1930-х годов увлёкся драматическим искусством. Он начал играть в Маленьком театре Калифорнийского университета, после чего перебрался в Нью-Йорк, где в течение полутора лет изучал актёрское мастерство в театре Neighborhood Playhouse вместе с такими будущими звёздами, как Грегори Пек, Илай Уоллах и Тони Рэндалл.

## Театральная карьера
В октябре 1941 году Тоби дебютировал на Бродвее в возрождённом спектакле «Как вам это понравится» (1941), а два месяца спустя снова вышел на сцену в мюзикле «Солнечная река» (1941—1942), обе постановки не имели особого успеха. После ещё двух неудачных спектаклей в сентябре 1942 года Тоби наконец обратил на себя внимание в популярном спектакле «Джейни» (1942—1944). Отыграв в этом спектакле девять месяцев, Тоби ушёл, чтобы сыграть роль брата Грегори Пека в драме по пьесе Ирвина Шоу «Сыновья и солдаты» (1943), после чего он получил роль в пьесе Элмера Райса «Новая жизнь» (1943). Карьера Тоби была прервана Второй мировой войной, когда он служил в ВВС на тихоокеанском фронте в качестве стрелка бомбардировщика В-25, после чего вернулся в театр. В 1946 году у Тоби были роли в двух пьесах Максвелла Андерсона — «Кафе „Трак Лайн“» (1946) с участием Марлона Брандо и «Жанна Лотарингская» (1946—1947) с Ингрид Бергман. Сыграв в недолговечной пьесе «Мы прощаем наших должников» (1947), Тоби отправился попробовать свои силы в Голливуд.

## Карьера в кинематографе
Тоби дебютировал в Голливуде с небольшой ролью в вестерне из популярного цикла о Хопалонге Кэссиди под названием «Опасное предприятие» (1947), а в январе 1948 года вернулся на Бродвей для участия в недолговечном спектакле «Выжившие» (1948). Затем Тоби снова приехал в Голливуд, где в течение года сыграл в трёх фильмах (без упоминания в титрах), среди которых наиболее значимым был фильм нуар «Он бродил по ночам» (1948), где у него была роль детектива.
В 1949 году у Тоби было семь картин, среди которых его имя упоминалось в титрах лишь в малозаметной романтической комедии с Робертом Каммингсом «Свободен для всех» (1949), где предстал в образе пилота. К более популярным фильмам Тоби относились военная драма с Грегори Пеком «Вертикальный взлёт» (1949), где ему досталась роль часового, фильм нуар с Барбарой Стэнвик «Дело Тельмы Джордон» (1949), где он был полицейским фотографом, спортивная биографическая драма с Джеймсом Стюартом «История Страттона» (1949), где он сыграл профессионального бейсболиста, мелодрама с Грегори Пеком и Авой Гарднер «Большой грешник» (1949), где он был таксистом, военная драма с Гэри Купером «Спецотряд» (1949), где Тоби был армейским капитаном, а также романтическая мелодрама с Гленном Фордом «Доктор и девушка» (1949), где у Тоби была роль хирурга. В том же году Тоби получил небольшую роль в военной романтической комедии Говарда Хоукса «Солдат в юбке» (1950) с Кэри Грантом и Энн Шеридан в главных ролях. Как позднее рассказывал Тоби, во время работы над фильмом «Кэри и Энн по какой-то причине рассмеялись над чем-то, что я сделал, и это заинтересовало Хоукса. Он стал давать мне различные задания, а после завершения съёмок сказал: „Когда-нибудь я дам тебе главную роль в одной картине“». Он так и сделал, в «Нечто» (1951).
В 1950 году Тоби сыграл детектива в фильме нуар с Джеймсом Кэгни «Распрощайся с завтрашним днём» (1950), а также пилота в военной драме с Гленном Фордом «Летящая ракета» (1950) и в музыкальной комедии с Джоном Лундом «Моя подруга Ирма едет на Запад» (1950). У него также были небольшие роли (без указания в титрах) ещё в шести фильма, в том числе в вестерне с Грегори Пеком «Стрелок» (1950), фильме нуар с Джеймсом Мейсоном «Дорога с односторонним движением» (1950) и в криминальной драме Роберта Уайза «Три тайны» (1950).
Как отмечено в биографии артиста на сайте TCM, свою первую из нескольких главных ролей в полнометражном кино Тоби сыграл в одном из самых памятных фильмов своей карьеры, классической научно-фантастической картине «Нечто» (1951). Кинокритик Деннис Маклеллан также отметил, что «любителям научной фантастики Тоби больше всего запомнился по главной роли в фильме „Нечто“», в котором он играет капитана военно-воздушных сил, вызванного на правительственный объект на Северном полюсе после того, как поблизости разбился НЛО. Обитателем НЛО оказывается чудовищное, похожее на растение «существо», которое начинает убивать ученых.
Режиссёром фильма должен был стать Хоукс, который два года назад пообещал Тоби главную роль, однако из-за проблем с профсоюзами Хоукс отказался указывать в фильме своё имя как режиссёра и официально был только продюсером. Режиссёром фильма в титрах указан Кристиан Найби, который был монтажёром многих фильмов Хоукса. Тем не менее, по словам Тоби, всё в фильме делалось в духе Хоукса. В частности, одной из отличительных черт его режиссуры, очевидных в этом фильме, является использование перекрывающихся диалогов. Когда Тоби спросили, не осложняет ли это его работу, тот ответил: «Я изначально пришел со сцены, где актёры очень быстро подхватывают реплики партнёров. Если в конце предложения нет слишком большого смысла, вы просто начинаете говорить поверх реплик другого человека. Это делает темп очень быстрым».
В этом фильме, «как и на протяжении большей части своей карьеры, Тоби сыграл надежного, непримечательного героя, в данном случае капитана отдаленного замороженного аванпоста, экипаж которого уничтожается оттаявшим кровожадным монстром». Актёр Роберт Корнтуэйт, сыгравший в этом фильме главного ученого, вспоминал в интервью «Нью-Йорк Таймс», что Хоукс хотел, чтобы в фильме сыграли совершенно неизвестные люди. По словам актёра, «режиссёр чувствовал, что это даст аудитории ощущение большего реализма», добавив, что «у Тоби был чудесный, сдержанный актёрский стиль». По словам Корнтуэйта, Тоби «всегда играл все на понижение, но, как мне показалось, он делал это очень эффективно». Историк кино Том Уивер сказал в интервью «Лос-Анджелес Таймс»: «Кеннет Тоби был первым — и одним из лучших — из великих героев научно-фантастических фильмов 1950-х годов».
В 1951 году Тоби сыграл небольшие роли ещё в трёх фильмах, в том числе, был армейским лейтенантом в вестерне в Тайроном Пауэром «Нападение на почтовую станцию» (1951), а год спустя у Тоби была единственная роль в кино, когда он сыграл друга и соперника главного героя (Роберт Митчем) в фильме нуар с Джин Симмонс «Ангельское лицо» (1952). Затем Тоби сыграл заметную роль в военной драме «Атака истребителя» (1953) со Стерлингом Хейденом в главной роли, а также заметную роль семейного адвоката главных героев (их сыграла Эдмонд О’Брайен и Джоан Фонтейн) в фильме нуар Айды Лупино «Двоеженец» (1953). В 1954 году Тоби сыграл важную роль агента ФБР в нуарном триллере «На трёх тёмных улицах» (1954) с Бродериком Кроуфордом в главной роли, а год спустя у него была важная роль в вестерне с Рэндольфом Скоттом «Гнев на рассвете» (1955).
Однако, как подчёркивают Вэлланс и Маклеллан, после фильма «Нечто» (1951) «именно в научно-фантастических фильмах и фильмах о монстрах у Тоби были лучшие роли». В частности, в 1953 году в фильме ужасов «Чудовище с глубины 20 000 саженей» (1953) он сыграл армейского полковника, а в 1955 году был удостоен «высшей оценки» за исполнение главной роли в хорроре «Оно вышло из-под воды» (1955). В этом фильме он сыграл капитана подводной лодки, который первым замечает в Тихом океане осьминога-убийцу с пятью щупальцами. Как отметил Том Уивер, «большинство других научно-фантастических героев 1950-х годов были учёными или яйцеголовыми, но Тоби всегда представлял военных», причём играл их в «настолько твёрдом и серьёзном стиле, что, как только он появлялся и начинал выкрикивать приказы, вы понимали, что монстры, вероятно, откусили больше, чем могли прожевать».
В 1956 году Тоби сыграл небольшую роль лейтенанта полиции в сатирическом фильме на телекорпорации «Человек в сером фланелевом костюме» (1956) с Грегори Пеком в главной роли, а также врача в скромном тюремном нуаре «Стальные джунгли» (1956). Год спустя у Тоби были заметные роли в нескольких значимых фильмах. В частности, он сыграл легендарного шерифа Бэта Мастерсона в классическом вестерне Джона Стерджеса «Перестрелка в коррале О. К.» (1957) с Бертом Ланкастером и Кирком Дугласом в главных ролях, армейского капитана в военной биографической драме Джона Форда «Крылья орлов» (1957) с Джоном Уэйном в главной роли. Он также сыграл важную роль шерифа в малобюджетном фантастическом хорроре «Вампир» (1957).
С 1957 года Тоби стал играть главную роль в еженедельном телесериале «Вертолёты» (1957—1960), в связи с чем его работа в кино существенно сократилась. В 1958 году он появился в единственном фильме «Крик ужаса» (1958) с Джеймсом Мейсоном, где сыграл агента ФБР. В 1959 году у него вообще не было киноролей, а в 1960 году он сыграл в единственном фильме, вестерне с Оди Мерфи «Семь путей из Сандауна» (1960), где был лейтенантом техасских рейнджеров. Ещё год спустя Тоби сыграл полковника в историческом фильме «Икс-15» (1961) об испытании экспериментального самолёта с ракетным двигателем.
В 1962 году Тоби сыграл одну из главных ролей в малобюджетном триллере «Сильный страх» (1962), после чего сделал в своей кинокарьере перерыв, связанный с работой на Бродвее. В начале 1960-х годов в одном из джаз-клубов Лос-Анджелеса Тоби случайно встретился с популярным певцом и актёром Сэмми Дэвисом-младшим. Будучи большим поклонником фильма «Нечто», Дэвис предложил Тоби сыграть ключевую роль своего боксёрского менеджера в мюзикле «Золотой мальчик», премьера которого состоялась на Бродвее в 1964 году. Спектакль шёл с большим успехом с октября 1964 по март 1966 года, выдержав 568 представлений.
В 1966 году Тоби вернулся в кино, сыграв со своим партнёром по «Золотому мальчику» певцом и актёром Сэмми Дэвисом — младшим в музыкальной мелодраме «Мужчина по имени Адам» (1966). Затем у него была роли капрала в вестерне с Оди Мерфи «40 винтовок на перевале апачей» (1966) и сержанта в вестерне с Гленном Фордом «Время убивать» (1967). В 1969 году Тоби сыграл сержанта детективов в нео-нуаре «Марлоу» (1969) с Джеймсом Гарнером в заглавной роли.
В первой половине 1970-х годов Тоби появился в семи фильмах, среди которых боевик «Билли Джек» (1971), где он был помощником шерифа, хоррор-триллер «Бен» (1972), где он был инженером, политическая сатира «Кандидат» (1972) с Робертом Редфордом, где он сыграл влиятельного профсоюзного босса, а также криминальный триллер с Джорджем Скоттом «Ярость» (1972), где он был полковником. У него также была роли второго плана в криминальном триллере «Широко шагая» (1973), криминальном триллере с Питером Фондой и Сьюзен Джордж «Грязная Мэри, сумасшедший Ларри» (1974), где он был шерифом, хоррор-комедия «Домоседы» (1974), где он был начальником стройки, и мелодрама с Форестом Такером «Бешеные Маккалохи» (1975).
До конца 1970-х годов Тоби сыграл роли второго в пяти фильмах. В семейной спортивной комедии «Гас» (1976) он был помощником начальника тюрьмы, в мелодраме «Парень из морской пехоты» (1976) — автолюбителем, он также сыграл роль без указания в титрах в биографической драме с Родом Стайгером «У. С. Филдс и я» (1977). В 1977 году вышла биографическая драма «Макартур» (1977) с Грегори Пеком в заглавной роли, где у Тоби была роль адмирала Холси. И, наконец, в 1978 году Тоби сыграл капитана полиции в молодёжной комедии «Прощай, Франклин Хай» (1978).
В 1980 году Тоби был одним из авиадиспетчеров в популярной пародии на фильмы-катастрофы «Аэроплан!» (1980). В 1981 году режиссёр Джо Данте, который был большим поклонником фильма «Нечто», пригласил Тоби на небольшую роль полицейского в своём знаменитом фильме ужасов «Вой» (1981). В 1983 году у Тоби была заметная роль второго плана в фантастическом хорроре «Странные захватчики» (1983), а в 1984 году Данте снял Тоби в хоррор-комедии «Гремлины» (1984) в небольшой роли работника АЗС. В том же году актёр сыграл капитана в приключенческой фэнтези-комедии «Потерянная империя» (1984). В 1987 году Тоби ещё раз появился у Данте, на этот раз в эпизодической роли в приключенческой комедии «Внутреннее пространство» (1987) с участием Денниса Куэйда и Мег Райан. Год спустя Тоби сыграл небольшие роли священника в триллере «Шоссе» (1988) и шерифа в романтической комедии «Коротышка — большая шишка» (1988), после чего появился в роли копа в малобюджетной фэнтези-комедии «Писатель-призрак» (1989).
В 1990-е годы Тоби сыграл в девяти фильмах, среди которых хоррор-комедия Джо Данте «Гремлины 2: Новенькая партия» (1990), где он получил роль киномеханика. В комедийном триллере с Шерилин Фенн «Любовь и смерть в мотеле „Сансет“» (1991) Тоби был капитаном яхты, в триллере «Одинокая белая женщина» (1992) с Бриджет Фондой и Деннифер Джейсон Ли — чиновником. Он также сыграл небольшие роли в семейной комедии «Дорогая, я увеличил ребёнка» (1992), триллере «Выстрел в упор» (1994) и фантастическом фильме ужасов «Bосставший из ада IV: Кровное родство» (1996). Это были его последние работы в кино.
В 2005 году, через три года после смерти Тоби, вышла независимая хоррор-комедия «Голый монстр» (2005), пародирующая фильмы ужасов с монстрами 1950-х годов. Работа над фильмом под рабочим названием «Атака монстров из фильмов категории В», началась в 1984 году, а сцены с участием Тоби снимались в 1985 году. Его героя звали полковник Патрик Хендри, точно так же, как и в фильме «Нечто» (1951). Технически эта картина является последним фильмом Тоби.

## Карьера на телевидении
В период с 1950 по 1997 год Тоби сыграл в 310 эпизодах 117 различных телесериалов, среди которых «Одинокий рейнджер» (1950), «Неожиданное» (1952), «Бифф Бейкер, США» (1952), «Одинокий волк» (1954), «Свистун» (1954), «Театр научной фантастики» (1955—1956, 2 эпизода), «Фронтир» (1955—1956, 3 эпизода), «Беспокойное оружие» (1957), «Альфред Хичкок представляет» (1959), «Бэт Мастерсон» (1960), «Дни в долине смерти» (1960), «Перри Мейсон» (1960—1962, 3 эпизода), «Лесси» (1960—1972, 6 эпизодов), «Дымок из ствола» (1960—1972, 4 эпизода), «Виргинец» (1967—1970, 4 эпизода), «Бонанза» (1968—1972, 2 эпизода), «Требуется вор» (1970), «Менникс» (1970—1973, 3 эпизода), «Адам — 12» (1970—1974, 3 эпизода), «Айронсайд» (1970—1974, 2 эпизода), «ФБР» (1971), «Кеннон» (1972), «Новобранцы» (1972—1974, 3 эпизода), «Макмиллан и жена» (1974), «Улицы Сан-Франциско» (1974—1976, 3 эпизода), «Коломбо» (1975), «Старски и Хатч» (1975), «Барнаби Джонс» (1975—1979, 3 эпизода), «Дни нашей жизни» (1977, 4 эпизода), «Досье детектива Рокфорда» (1977—1978, 2 эпизода), «Сумеречная зона» (1986), «Закон Лос-Анджелеса» (1991, 2 эпизода) и «Звёздный путь: Дальний космос 9» (1994).
С 1957 по 1959 год на телевидении выходил еженедельный приключенческий получасовой сериал «Вертолёты» (1957—1959, 111 эпизодов), в котором Тоби в паре с Крейгом Хиллом играли главные роли отважных пилотов собственного вертолёта в Южной Калифорнии. Как пишет Маклеллан, это был «что-то вроде современной версии телевизионных вестернов, которые были в моде в то время. Сериал был богат трюками. Звезды — или, по крайней мере, их дублеры-каскадеры — были известны тем, что повисали на конце веревки, чтобы спасти клиента, или прыгали из своего вертолета на спину плохого парня, который пытался скрыться верхом на лошади». Как отмечает Вэлланс, многие зрители знают Тоби именно по этому сериалу.
Тоби также запомнился ролями в сериале-антологии «Диснейленд», в частности, по роли полковника Джима Боуи в эпизоде сериала «Аламо» (1955) и одного из подручных Майка Финка, драчливого, жующего сигару Джоко, в двух эпизодах 1955 года. Кроме того, у Тоби были постоянные роли в мелодраме «Наш частный мир» (1965, 10 эпизодов) и в триллере «Я шпион» (1967—1968, 7 эпизодов).

## Актёрское амплуа и оценка творчества
Кеннет Тоби был рыжеволосым актёром с грубыми чертами лица и характером крутого парня, который, по словам биографа актёра на сайте AllMovie, со своей «мордой потрёпанного бульдога и грохочущим голосом, лучше всего подходил для таких реплик, как „Нам не нравятся такие, как ты, в этих краях, незнакомец“».
Как отметил историк кино Тед Вэланс, Кеннет Тоби снялся почти в 100 фильмах и был плодовитым актером на сцене и телевидении. В 1941 году он начал профессиональную карьеру в бродвейском театре, а в 1947 году перебрался в Голливуд, где стал крепким характерным актёром, часто играя крутых парней действия. Грубо отёсанная авторитарная внешность не позволяла ему играть романтические роли, но он отлично подходил на роли военных. Одним из них был суровый, но симпатичный капитан Патрик Хендри в классическом научно-фантастическом фильме 1951 года «Нечто». Как отмечает Вэлланс, «больше всего его помнят по роли капитана военно-воздушных сил, которого вызывают на правительственный аванпост на Северном полюсе после крушения неподалёку НЛО, в классическом научно-фантастическом фильме Нечто» (1951). Благодаря этой роли он несколько лет снимался в фильмах «фантастического» характера, таких как «Чудовище с глубины 20 000 саженей» (1953) и «Это прибыло со дна моря» (1955). Историк фантастического кино Том Уивер назвал Тоби «одним из первых — и одним из лучших — великих героев научно-фантастических фильмов пятидесятых».
Кроме того, Тоби снялся в таких престижных фильмах, как «Вертикальный взлёт» (1949), «Крылья орлов» (1957), «Перестрелка в коррале О. К.» (1957), «Билли Джек» (1971), «Кандидат» (1972), «Макартур» (1977) и «Аэроплан!» (1980), однако в основном это были роли второго плана, часто он представал в образе военных, полицейских или шерифов. Как однажды сказал актёр, «я сыграл так много военных, что мне следовало бы получать военную пенсию».
На телевидении Тоби в течение трёх сезонов играл одну из главных ролей отважного пилота в успешном приключенческом телесериале «Вертолёты» (1957—1959, 111 эпизодов).
Как отмечено в биографии актёра на AllMovie, «несмотря на то, что голливудская система подбора актёров часто давала Тоби роли обычных злодеев, кинематографисты, которые выросли на его фильмах ужасов 1950-х годов, не забыли его». В частности, режиссёр Джо Данте так высоко ценил фильм «Нечто», что много лет спустя пригласил Тоби на эпизодические роли в своих фильмах «Вой» (1980), «Гремлины» (1984), «Внутреннее пространство» (1987) и «Гремлины 2» (1990).

## Личная жизнь
Кеннет Тоби был женат дважды. В 1951 году он женился на Вайолет Мэй Коглан (англ.  Violet Mae Coglan), у пары родилась дочь Тина. В 1962 году они развелись. С 1968 вплоть до её смерти в 1973 году Тоби был женат на певице Джун Хаттон (англ. June Hutton).

## Смерть
Кеннет Тоби умер 22 декабря 2002 года в возрасте 85 лет в больнице Ранчо-Мираж, Калифорния, США, после продолжительной болезни.

## Фильмография
| Год        |    | Русское название                     | Оригинальное название                    | Роль                                                                          |
| ---------- | -- | ------------------------------------ | ---------------------------------------- | ----------------------------------------------------------------------------- |
| 1945       | ф  | Первая полоса                        | The Front Page                           |                                                                               |
| 1947       | ф  | Опасное предприятие                  | Dangerous Venture                        | Ред, помощник экспедиции (в титрах Кен Тоби)                                  |
| 1947       | ф  | На этот раз насовсем                 | This Time for Keeps                      | рыжий солдат у бассейна (в титрах не указан)                                  |
| 1948       | ф  | Помимо славы                         | Beyond Glory                             | эпизодическая роль (в титрах не указан)                                       |
| 1948       | ф  | Он бродил по ночам                   | He Walked by Night                       | детектив, допрашивающий Пита (в титрах не указан)                             |
| 1949       | ф  | Свободен для всех                    | Free for All                             | пилот                                                                         |
| 1949       | ф  | Доктор и девушка                     | The Doctor and the Girl                  | хирург в больнице «Бельвью» (в титрах не указан)                              |
| 1949       | ф  | Большой грешник                      | The Great Sinner                         | таксист (в титрах не указан)                                                  |
| 1949       | ф  | Солдат в юбке                        | I Was a Male War Bride                   | Ред (в титрах не указан)                                                      |
| 1949       | ф  | Незаконное проникновение             | Illegal Entry                            | Дейв (в титрах не указан)                                                     |
| 1949       | ф  | История Страттона                    | The Stratton Story                       | игрок команды Детройта (в титрах не указан)                                   |
| 1949       | ф  | Спецотряд                            | Task Force                               | капитан Кен Уильямсон (в титрах не указан)                                    |
| 1949       | ф  | Вертикальный взлёт                   | Twelve O'Clock High                      | сержант Келлер, часовой у ворот (в титрах не указан)                          |
| 1950       | ф  | Летящая ракета                       | The Flying Missile                       | член экипажа Пит Макэвой                                                      |
| 1950       | ф  | Распрощайся с завтрашним днем        | Kiss Tomorrow Goodbye                    | детектив Фаулер                                                               |
| 1950       | ф  | Моя подруга Ирма едет на Запад       | My Friend Irma Goes West                 | пилот                                                                         |
| 1950       | ф  | Прямой удар справа                   | Right Cross                              | Кен, третий репортёр (в титрах Кен Тоби)                                      |
| 1950       | ф  | Дело Тельмы Джордон                  | The File on Thelma Jordon                | полицейский фотограф (в титрах не указан)                                     |
| 1950       | ф  | Стрелок                              | The Gunfighter                           | Швед (в титрах не указан)                                                     |
| 1950       | ф  | Люблю этого грубияна                 | Love That Brute                          | подручный в магазине сигар (в титрах не указан)                               |
| 1950       | ф  | Дорога с односторонним движением     | One Way Street                           | коп на второй аварии (в титрах не указан)                                     |
| 1950       | ф  | Три тайны                            | Three Secrets                            | офицер (в титрах не указан)                                                   |
| 1950       | ф  | Когда Вилли возвращался домой        | When Willie Comes Marching Home          | лейтенант К. Гейгер (в титрах не указан)                                      |
| 1950       | с  | Одинокий рейнджер                    | The Lone Ranger                          | помощник шерифа Джил Джексон (1 эпизод)                                       |
| 1951       | ф  | Нечто                                | The Thing from Another World             | капитан Патрик Хендри                                                         |
| 1951       | ф  | Её компания                          | The Company She Keeps                    | Рикс Фишер (в титрах не указан)                                               |
| 1951       | ф  | Нападение на почтовую станцию        | Rawhide                                  | лейтенант Уингейт (в титрах не указан)                                        |
| 1951       | ф  | Вперёд                               | Up Front                                 | Купер (в титрах не указан)                                                    |
| 1952       | ф  | Ангельское лицо                      | Angel Face                               | Билл Кромптон                                                                 |
| 1952       | с  | Неожиданное                          | The Unexpected                           | Броуд (1 эпизод)                                                              |
| 1952       | с  | Бифф Бейкер, США                     | Biff Baker, U.S.A.                       | Томми Аллен (1 эпизод)                                                        |
| 1952—1955  | с  | Театр у камина                       | Fireside Theatre                         | разные роли (3 эпизода)                                                       |
| 1953       | ф  | Чудовище с глубины 20 000 саженей    | The Beast from 20,000 Fathoms            | полковник Джек Эванс                                                          |
| 1953       | ф  | Двоеженец                            | The Bigamist                             | Том Морган, адвокат                                                           |
| 1953       | ф  | Атака истребителя                    | Fighter Attack                           | Джордж                                                                        |
| 1953       | тф | Ухаживание Майлса Стэндиша           | The Courtship of Miles Standish          | Майлс Стэндиш                                                                 |
| 1953       | с  | Видеотеатр «Люкс»                    | Lux Video Theatre                        | Мэк Макгрю (1 эпизод)                                                         |
| 1953       | с  | Облава                               | Dragnet                                  | (1 эпизод)                                                                    |
| 1953       | с  | Телевизионный театр «Форда»          | The Ford Television Theatre              | (1 эпизод)                                                                    |
| 1953—1954  | с  | Твоя любимая история                 | Your Favorite Story                      | разные роли (2 эпизода)                                                       |
| 1953—1956  | с  | Театр звезд «Шлитца»                 | Schlitz Playhouse of Stars               | разные роли (4 эпизода)                                                       |
| 1954       | ф  | На трёх тёмных улицах                | Down Three Dark Streets                  | агент ФБР Зак Стюарт                                                          |
| 1954       | ф  | Кольцо страха                        | Ring of Fear                             | Шривпорт                                                                      |
| 1954       | ф  | Стальная клетка                      | The Steel Cage                           | Стейнберг                                                                     |
| 1954       | с  | Одинокий волк                        | The Lone Wolf                            | Джонни Мартин (1 эпизод)                                                      |
| 1954       | с  | Кавалькада Америки                   | Cavalcade of America                     | (1 эпизод)                                                                    |
| 1954       | с  | Мэр города                           | Mayor of the Town                        | Дрисколл (1 эпизод)                                                           |
| 1954       | с  | Агенты Казначейства в действии       | Treasury Men in Action                   | (1 эпизод)                                                                    |
| 1954—1955  | с  | Общественный защитник                | Public Defender                          | разные роли (2 эпизода)                                                       |
| 1954—1955  | с  | Письмо к Лоретте                     | Letter to Loretta                        | разные роли (2 эпизода)                                                       |
| 1955       | ф  | Дэви Крокетт, король диких земель    | Davy Crockett: King of the Wild Frontier | полковник Джим Боуи (в титрах указан как Кен Тоби)                            |
| 1955       | ф  | Это прибыло со дна моря              | It Came from Beneath the Sea             | коммандер Пит Мэтьюз                                                          |
| 1955       | ф  | Гнев на рассвете                     | Rage at Dawn                             | Монк Клэкстон                                                                 |
| 1955       | тф | Капитан Фэтом                        | Captain Fathom                           | Джек Клайд (в титрах указан как Кен Тоби)                                     |
| 1955       | с  | Кульминация                          | Climax!                                  | капитан Коппедж (1 эпизод)                                                    |
| 1955       | с  | Театр комедии Эдди Кантора           | The Eddie Cantor Comedy Theater          | разные роли (2 эпизода)                                                       |
| 1955       | с  | Свистун                              | The Whistler                             | лейтенант Торп (1 эпизод)                                                     |
| 1955       | с  | «Ридерс дайджест» на ТВ              | TV Reader's Digest                       | Герберт (1 эпизод)                                                            |
| 1955— 1956 | с  | Театр научной фантастики             | Science Fiction Theatre                  | разные роли (2 эпизода)                                                       |
| 1955—1956  | с  | Фронтир                              | Frontier                                 | разные роли (3 эпизода)                                                       |
| 1955—1959  | с  | Диснейленд                           | Disneyland                               | разные роли (5 эпизодов)                                                      |
| 1956       | ф  | Стальные джунгли                     | The Steel Jungle                         | доктор Леви                                                                   |
| 1956       | ф  | Крутой маршрут                       | The Great Locomotive Chase               |                                                                               |
| 1956       | ф  | Поиски Брайди Мерфи                  | The Search for Bridey Murphy             | Рекс Симмонс                                                                  |
| 1956       | ф  | Дэви Крокетт и речные пираты         | Davy Crockett and the River Pirates      | Джоко (в титрах не указан)                                                    |
| 1956       | ф  | Человек в сером фланелевом костюме   | The Man in the Gray Flannel Suit         | лейтенант Хэнк Махоуни (в титрах не указан)                                   |
| 1956       | с  | Отец знает лучше                     | Father Knows Best                        | Джек Бреймер (1 эпизод)                                                       |
| 1956       | с  | Телефонное время                     | Telephone Time                           | (1 эпизод)                                                                    |
| 1956       | с  | Конфликт                             | Conflict                                 | Ларри (1 эпизод)                                                              |
| 1956       | с  | Warner Brothers представляет         | Warner Brothers Presents                 | (1 эпизод)                                                                    |
| 1956       | с  | Театр знаменитостей                  | Celebrity Playhouse                      | Джим Вестон (1 эпизод)                                                        |
| 1957       | ф  | Перестрелка в коррале О. К.          | Gunfight at the O.K. Corral              | Бэт Мастерсон                                                                 |
| 1957       | ф  | Вампир                               | The Vampire                              | шериф Бак Доннелли                                                            |
| 1957       | ф  | Крылья орлов                         | The Wings of Eagles                      | капитан Герберт Аллен Хазард                                                  |
| 1957       | ф  | Пилот реактивного самолета           | Jet Pilot                                | сержант (в титрах не указан)                                                  |
| 1957       | с  | Перекрёсток                          | Crossroads                               | мистер Элстон (1 эпизод)                                                      |
| 1957       | с  | Шериф Кошиза                         | The Sheriff of Cochise                   | Джим Каллаган (1 эпизод)                                                      |
| 1957       | с  | Театр О.Генри                        | The O. Henry Playhouse                   | Чак Нельсон (1 эпизод)                                                        |
| 1957       | с  | Кодекс 3                             | Code 3                                   | Уорд Хупер (1 эпизод)                                                         |
| 1957       | с  | Паника!                              | Panic!                                   | Джон Эдвард Брестер (1 эпизод)                                                |
| 1957       | с  | Беспокойное оружие                   | The Restless Gun                         | шериф Кэш Харкурт (1 эпизод)                                                  |
| 1957—1960  | с  | Вертолёты                            | Whirlybirds                              | Чак Мартин (111 эпизодов)                                                     |
| 1958       | ф  | Крик ужаса                           | Cry Terror!                              | агент Фрэнк Коул                                                              |
| 1958       | с  | За закрытыми дверями                 | Behind Closed Doors                      | полковник Пит Келлогг (1 эпизод)                                              |
| 1958       | с  | Барабан Джефферсона                  | Jefferson Drum                           | Джон Уоллах (1 эпизод)                                                        |
| 1958       | с  | Военно-морской журнал                | Navy Log                                 | полковник Брайт (1 эпизод)                                                    |
| 1959       | с  | Альфред Хичкок представляет          | Alfred Hitchcock Presents                | Джефф (1 эпизод)                                                              |
| 1959       | с  | Разыскивается живым или мёртвым      | Wanted: Dead or Alive                    | Винс Слейтер (1 эпизод)                                                       |
| 1959       | с  | Ларами                               | Laramie                                  | Джо Таннер (1 эпизод, в титрах не указан)                                     |
| 1960       | с  | Бунтарь                              | The Rebel                                | майор Квинси Бэннистер (1 эпизод)                                             |
| 1960       | с  | Сансет-Стрип, 77                     | 77 Sunset Strip                          | тренер Джарек (1 эпизод)                                                      |
| 1960       | с  | Бронко                               | Bronco                                   | Уолт Кемпбелл (1 эпизод)                                                      |
| 1960       | с  | Бэт Мастерсон                        | Bat Masterson                            | Рид Эмхерст (1 эпизод)                                                        |
| 1960       | с  | Дни в Долине смерти                  | Death Valley Days                        | полковник Лейк (1 эпизод)                                                     |
| 1960       | с  | Сухопутный маршрут                   | Overland Trail                           | Уайатт Кейди (1 эпизод)                                                       |
| 1960       | ф  | Семь путей из Сандауна               | Seven Ways from Sundown!                 | техасский рейнджер, лейтенант Херли                                           |
| 1960—1962  | с  | Перри Мейсон                         | Perry Mason                              | разные роли (3 эпизода)                                                       |
| 1960—1972  | с  | Лесси                                | Lassie                                   | разные роли (6 эпизодов)                                                      |
| 1960—1974  | с  | Дымок из ствола                      | Gunsmoke                                 | разные роли (4 эпизода)                                                       |
| 1961       | ф  | Икс 15                               | X-15                                     | полковник Крейг Брюстер                                                       |
| 1961       | с  | Таллахасси 7000                      | Tallahassee 7000                         | шериф Сид Макколл (1 эпизод)                                                  |
| 1961       | с  | Американцы                           | The Americans                            | лейтенант Джонс (1 эпизод)                                                    |
| 1961       | с  | Освободите место для папочки         | Make Room for Daddy                      | тренер Фред Фаррелл (1 эпизод)                                                |
| 1961       | с  | Есть оружие — будут путешествия      | Have Gun - Will Travel                   | Тим Деккер (1 эпизод)                                                         |
| 1961       | с  | Морская охота                        | Sea Hunt                                 | Пит Батлер (1 эпизод)                                                         |
| 1961—1962  | с  | Представитель закона                 | Lawman                                   | разные роли (2 эпизода)                                                       |
| 1962       | ф  | Сильный страх                        | Stark Fear                               | Клифф Кейн                                                                    |
| 1962       | с  | Цель: Коррупционеры                  | Target: The Corruptors                   | Дилейни (1 эпизод)                                                            |
| 1962       | с  | Парашютный трос                      | Ripcord                                  | преподобный доктор Даррелл (1 эпизод)                                         |
| 1962       | с  | Приграничный цирк                    | Frontier Circus                          | разные роли (2 эпизода)                                                       |
| 1963       | с  | Шоу Дика Пауэлла                     | The Dick Powell Show                     | Бёрк О’Хара (1 эпизод)                                                        |
| 1963       | с  | Сэм Бенедикт                         | Sam Benedict                             | лейтенант Пит Кендер (1 эпизод)                                               |
| 1963       | с  | Арест и судебное разбирательство     | Arrest and Trial                         | Билл Лэтем (1 эпизод)                                                         |
| 1963       | с  | Лейтенант                            | The Lieutenant                           | сержант Бейкер (1 эпизод)                                                     |
| 1963       | с  | Стоуни Бёрк                          | Stoney Burke                             | Райан (1 эпизод)                                                              |
| 1964       | с  | Темпл Хьюстон                        | Temple Houston                           | Дэн Пауэрс (1 эпизод)                                                         |
| 1964       | с  | Гриндл                               | Grindl                                   | Джек (1 эпизод)                                                               |
| 1965       | с  | Наш частный мир                      | Our Private World                        | Дик Робинсон (10 эпизодов)                                                    |
| 1965       | с  | Защитники                            | The Defenders                            | Блэкли (1 эпизод)                                                             |
| 1966       | ф  | 40 винтовок на перевале апачей       | 40 Guns to Apache Pass                   | капрал Бодин                                                                  |
| 1966       | ф  | Мужчина по имени Адам                | A Man Called Adam                        | владелец клуба                                                                |
| 1967       | ф  | Время убивать                        | A Time for Killing                       | сержант Клиэн                                                                 |
| 1967       | с  | Дактари                              | Daktari                                  | полковник Саймон Тредвелл (2 эпизода)                                         |
| 1967       | с  | Дэниэл Бун                           | Daniel Boone                             | Таггерт (1 эпизод)                                                            |
| 1967       | с  | Стальной жеребец                     | Iron Horse                               | Пэтч (1 эпизод)                                                               |
| 1967—1968  | с  | Я — шпион                            | I Spy                                    | разные роли (7 эпизодов)                                                      |
| 1967—1970  | с  | Виргинец                             | The Virginian                            | разные роли (4 эпизода)                                                       |
| 1968       | с  | Защитник Джадд                       | Judd for the Defense                     | доктор Йейл Юдалл (1 эпизод)                                                  |
| 1968       | с  | Изгои                                | The Outcasts                             | шериф Пит Гарретт (1 эпизод)                                                  |
| 1968—1974  | с  | Бонанза                              | Bonanza                                  | разные роли (2 эпизода)                                                       |
| 1969       | ф  | Марлоу                               | Marlowe                                  | сержант Фред Бейфус                                                           |
| 1969       | с  | Семейное дело                        | Family Affair                            | Стив Джексон (1 эпизод)                                                       |
| 1969       | с  | Изгой                                | The Outsider                             | Джо Кестер (1 эпизод)                                                         |
| 1970       | тф | Процесс в Андерсонвилле              | The Andersonville Trial                  | член совета военных судей (в титрах указан как Кен Тоби)                      |
| 1970       | тф | Побег                                | Breakout                                 | рейнджер                                                                      |
| 1970       | с  | Юристы                               | Storefront Lawyers                       | лейтенант Эвертон (1 эпизод)                                                  |
| 1970       | с  | Требуется вор                        | It Takes a Thief                         | капитан (1 эпизод)                                                            |
| 1970—1973  | с  | Менникс                              | Mannix                                   | разные роли (3 эпизода)                                                       |
| 1970—1974  | с  | Адам-12                              | Adam-12                                  | разыне роли (3 эпизода)                                                       |
| 1970—1974  | с  | Айронсайд                            | Ironside                                 | разные роли (2 эпизода)                                                       |
| 1971       | ф  | Билли Джек                           | Billy Jack                               | помощник шерифа Майк (в титрах Кен Тоби)                                      |
| 1971       | тф | Ужас в небесах                       | Terror in the Sky                        | капитан Уилсон                                                                |
| 1971       | тф | Не торопи, я ударю, когда буду готов | Don't Push, I'll Charge When I'm Ready   | Оливер                                                                        |
| 1971       | с  | ФБР                                  | The F.B.I.                               | Бэрстоу (1 эпизод)                                                            |
| 1971       | с  | О’Хара, Казначейство США             | O'Hara, U.S. Treasury                    | полковник Филлипс (1 эпизод)                                                  |
| 1971       | с  | Семья Смит                           | The Smith Family                         | Пит Кэлфри (1 эпизод)                                                         |
| 1971—1972  | с  | Прозвища Смит и Джонс                | Alias Smith and Jones                    | разные роли (2 эпизода)                                                       |
| 1972       | ф  | Бен                                  | Ben                                      | инженер                                                                       |
| 1972       | ф  | Кандидат                             | The Candidate                            | Флойд Джей Старки                                                             |
| 1972       | ф  | Ярость                               | Rage                                     | полковник Алан А. Никерсон                                                    |
| 1972       | тф | Кривые сердца                        | The Crooked Hearts                       | рыбак                                                                         |
| 1972       | тф |                                      | Fireball Forward                         | генерал Доусон                                                                |
| 1972       | с  | Ночная галерея                       | Night Gallery                            | начальник тюрьмы (1 эпизод)                                                   |
| 1972       | с  | Округ Кейда                          | Cade's County                            | Арнольд Лоуэлл (1 эпизод)                                                     |
| 1972       | с  | Кеннон                               | Cannon                                   | сержант Фред Маклин (1 эпизод)                                                |
| 1972       | с  | Лонгстрит                            | Longstreet                               | лейтенант Гиффорд (1 эпизод)                                                  |
| 1972—1974  | с  | Новобранцы                           | The Rookies                              | разные роли (3 эпизода)                                                       |
| 1973       | ф  | Широко шагая                         | Walking Tall                             | Оджи Маккаллах                                                                |
| 1973       | тф | Ограбление Альфа                     | The Alpha Caper                          | капитан полиции                                                               |
| 1973       | тф | Кофе, чай или я?                     | Coffee, Tea or Me?                       | капитан                                                                       |
| 1973       | с  | Кунг-фу                              | Kung Fu                                  | шериф Инграм (1 эпизод)                                                       |
| 1973       | с  | Новый Перри Мейсон                   | The New Perry Mason                      | детектив Нейсмит (1 эпизод)                                                   |
| 1973       | с  | Оуэн Маршалл, адвокат                | Owen Marshall, Counselor at Law          | Тони Александер (1 эпизод)                                                    |
| 1973—1974  | с  | Полицейская история                  | Police Story                             | разные роли (2 эпизода)                                                       |
| 1973 —1978 | с  | Критическое положение!               | Emergency!                               | разные роли (4 эпизода)                                                       |
| 1974       | ф  | Грязная Мэри, сумасшедший Ларри      | Dirty Mary Crazy Larry                   | Карл Донахью                                                                  |
| 1974       | ф  | Домоседы                             | Homebodies                               | босс на строительстве                                                         |
| 1974       | тф | Ракеты октября                       | The Missiles of October                  | адмирал Джордж У. Андерсон – младший, руководитель военно-морскими операциями |
| 1974       | тф | Эскадрон смерти                      | The Death Squad                          | Хартман                                                                       |
| 1974       | с  | Макмиллан и жена                     | McMillan & Wife                          | сержант Хэллидэй (1 эпизод)                                                   |
| 1974       | с  | Дневной перерыв ABC                  | The ABC Afternoon Playbreak              | Пауэлл (1 эпизод)                                                             |
| 1974       | с  | Вертолёт Один                        | Chopper One                              | сержант Рирдон (1 эпизод)                                                     |
| 1974       | с  | Пожарная часть                       | Firehouse                                | Баркэм (1 эпизод)                                                             |
| 1974—1975  | с  | Завоюй любовь Кристи                 | Get Christie Love!                       | разные роли (2 эпизода)                                                       |
| 1974—1976  | с  | Улицы Сан Франциско                  | The Streets of San Francisco             | разные роли (3 эпизода)                                                       |
| 1975       | ф  | Бешеные Маккалохи                    | The Wild McCullochs                      | Ларри Карпентер                                                               |
| 1975       | с  | В движении                           | Movin' On                                | Ричардсон (1 эпизод)                                                          |
| 1975       | с  | Петрочелли                           | Petrocelli                               | Джейсон Страффорд (1 эпизод)                                                  |
| 1975       | с  | Семья Холвак                         | The Family Holvak                        | Макграт (1 эпизод)                                                            |
| 1975       | с  | Спецназ                              | S.W.A.T.                                 | сержант (1 эпизод)                                                            |
| 1975       | с  | Старски и Хатч                       | Starsky and Hutch                        | Энди Уилкинс (1 эпизод)                                                       |
| 1975       | с  | Коломбо: Восток — дело тонкое        | Columbo: A Case of Immunity              | комиссар полиции (1 эпизод)                                                   |
| 1975—1979  | с  | Барнаби Джонс                        | Barnaby Jones                            | разные роли (3 эпизода)                                                       |
| 1976       | ф  | Парень из морской пехоты             | Baby Blue Marine                         | водитель «Бьюика» (в титрах Кен Тоби)                                         |
| 1976       | ф  | Гас                                  | Gus                                      | заместитель начальника тюрьмы                                                 |
| 1976       | ф  | У. С. Филдс и я                      | W.C. Fields and Me                       | Паркер (в титрах не указан)                                                   |
| 1976       | с  | Маленький домик в прериях            | Little House on the Prairie              | Барретт (1 эпизод)                                                            |
| 1976       | с  | Дни нашей жизни                      | Days of Our Lives                        | доктор Паркер (4 эпизода)                                                     |
| 1976—1977  | с  | Гиббсвиль                            | Gibbsville                               | разные роли (3 эпизода)                                                       |
| 1977       | ф  | Макартур                             | MacArthur                                | адмирал Хэлси                                                                 |
| 1977       | с  | Разыскивается живым или мёртвым      | Most Wanted                              | начальник порта (1 эпизод)                                                    |
| 1977       | с  | Братья Харди и Нэнси Дрю             | The Hardy Boys/Nancy Drew Mysteries      | Филип Чандлер (1 эпизод)                                                      |
| 1977—1978  | с  | Досье детектива Рокфорда             | The Rockford Files                       | разные роли (2 эпизода)                                                       |
| 1978       | ф  | Прощай, школа                        | Goodbye, Franklin High                   | капитан полиции                                                               |
| 1978       | тф | Некуда бежать                        | Nowhere to Run                           | Мор (в титрах указан как Кен Тоби)                                            |
| 1978       | тф | Безумно и невероятно                 | Wild and Wooly                           | Марк Ханна                                                                    |
| 1979       | с  | Вегас                                | Vega$                                    | Билл Вудс (1 эпизод)                                                          |
| 1980       | ф  | Аэроплан!                            | Airplane!                                | авиадиспетчер Нойбауэр                                                        |
| 1980       | ф  | Герой по случайности                 | Hero at Large                            | главный пожарный Палмер                                                       |
| 1980       | тф | Битвы: Убийство, которое не умрёт    | Battles: The Murder That Wouldn't Die    | Чак Паркс                                                                     |
| 1980       | ф  | Вой                                  | The Howling                              | старший коп                                                                   |
| 1980       | тф | Звездный крейсер Галактика 1980      | Galactica 1980                           | шериф (в титрах не указан)                                                    |
| 1983       | ф  | Странные захватчики                  | Strange Invaders                         | Артур Ньюман                                                                  |
| 1984       | ф  | Потерянная империя                   | The Lost Empire                          | капитан Хендри                                                                |
| 1984       | ф  | Гремлины                             | Gremlins                                 | служащий на автозаправке (в титрах не указан)                                 |
| 1984       | с  | Фэлкон Крест                         | Falcon Crest                             | судья Рэндольф Уинтроп (1 эпизод)                                             |
| 1985—1988  | с  | Ночной суд                           | Night Court                              | судья Харрисон Кемп (2 эпизода)                                               |
| 1986       | с  | Сумеречная зона                      | The Twilight Zone                        | шериф Хэскин (1 эпизод)                                                       |
| 1986       | с  | Человек со звезды                    | Starman                                  | Конрад Беннетт (1 эпизод)                                                     |
| 1987       | ф  | Внутреннее пространство              | Innerspace                               | человек в комнате отдыха (в титрах: Кен Тоби)                                 |
| 1987       | с  | Охотник                              | Hunter                                   | отец Кьюзак (1 эпизод)                                                        |
| 1988       | ф  | Коротышка — большая шишка            | Big Top Pee-wee                          | шериф                                                                         |
| 1988       | ф  | Шоссе                                | Freeway                                  | монсеньор Кэвэна                                                              |
| 1989       | ф  | Призрак Голливуда                    | Ghost Writer                             | второй коп                                                                    |
| 1990       | ф  | Гремлины 2: Новенькая партия         | Gremlins 2: The New Batch                | киномеханик                                                                   |
| 1991       | ф  | Любовь и смерть в мотеле «Сансет»    | Desire and Hell at Sunset Motel          | капитан Холидей                                                               |
| 1991       | с  | Закон Лос-Анджелеса                  | L.A. Law                                 | судья Кент Уотсон (2 эпизода)                                                 |
| 1992       | ф  | Дорогая, я увеличил ребенка          | Honey, I Blew Up the Kid                 | Смитти (в титрах указан как Кен Тоби)                                         |
| 1992       | ф  | Одинокая белая женщина               | Single White Female                      | служащий (в титрах указан как Кен Тоби)                                       |
| 1992       | с  | Боб                                  | Bob                                      | Гас, охранник (1 эпизод)                                                      |
| 1993       | ф  | Выстрел в упор                       | Body Shot                                | Артур Лассен                                                                  |
| 1994       | с  | Звездный путь: Дальний космос 9      | Star Trek: Deep Space Nine               | Рариган (1 эпизод)                                                            |
| 1996       | ф  | Восставший из ада 4: Кровное родство | Hellraiser: Bloodline                    | голография-священник (в титрах не указан)                                     |
| 2005       | ф  | Голый монстр                         | The Naked Monster                        | полковник Патрик Хендри                                                       |